# Арциньяно
Арциньяно (італ. Arzignano, вен. Arzignan) — муніципалітет в Італії, у регіоні Венето, провінція Віченца.
Арциньяно розташоване на відстані близько 420 км на північ від Рима, 80 км на захід від Венеції, 18 км на захід від Віченци.
Населення — 25 926 осіб (2014).
Щорічний фестиваль відбувається 1 листопада. Покровитель — Ognissanti.

## Демографія
Населення за роками:

Станом на 1 січня 2023 року в муніципалітеті офіційно проживало 4335 іноземців з 70 країн, серед них 362 громадяни країн Євросоюзу та 68 громадян України.

## Уродженці
- Паоло Негро (*1972) — відомий у минулому італійський футболіст, захисник, згодом — футбольний тренер.

## Сусідні муніципалітети
- К'ямпо
- Монтеккьо-Маджоре
- Монторсо-Вічентіно
- Ногароле-Вічентіно
- Ронка
- Триссіно